# Космос-2344
Космос-2344 је један од преко 2400 совјетских вјештачких сателита лансираних у оквиру програма Космос.
Космос-2344 је лансиран са космодрома Тјуратам, Бајконур, Казахстан, 6. јуна 1997. године. Ракета-носач Протон-К је поставила сателит у орбиту око планете Земље.